# Gaddiannaram
Gaddiannaram (Gaddi annaram) è una suddivisione dell'India, classificata come census town, di 53.622 abitanti, situata nel distretto di Rangareddy, nello stato federato del Telangana. In base al numero di abitanti la città rientra nella classe II (da 50.000 a 99.999 persone).

## Geografia fisica
La città è situata a 17° 21' 55 N e 78° 35' 57 E e ha un'altitudine di 481 m s.l.m..

## Società

### Evoluzione demografica
Al censimento del 2001 la popolazione di Gaddiannaram assommava a 53.622 persone, delle quali 27.954 maschi e 25.668 femmine. I bambini di età inferiore o uguale ai sei anni assommavano a 5.701, dei quali 2.848 maschi e 2.853 femmine. Infine, coloro che erano in grado di saper almeno leggere e scrivere erano 43.399, dei quali 23.850 maschi e 19.549 femmine.